# Lijst van bisschoppen en aartsbisschoppen van Keulen
Hieronder volgt een lijst van de aartsbisschoppen van Keulen. Tot 795 waren zij bisschoppen, daarna werden zij aartsbisschoppen en in 1238 tevens keurvorsten (zie Keur-Keulen).

## Bisschoppen van Colonia Agrippina/Keulen (314)-784
- ca 285-315: Maternus
- ca 315-348: Euphrates
- ca 348-403: Severinus
- ca 565-567: Carentinus
- ca 580-600: Evergislus
- Onbekend  : Sunnoveus
- ca 600-611?: Remedius
- ca 611?-622: Solatius
- ca 623-663: Kunibert
- ca 663-674: Botandus
- ca 674-680: Stefanus
- 680-695: Adelwin
- 695-708: Gislo
- 708-710: Anno I
- 710-713: Faramund
- 713-717: Agilulf
- 718-747: Reginfried
- 747-753: Hildegar
- 753-763: Bertholm
- 763-784: Rikulf

## Aartsbisschoppen van Keulen 795-1238
- 784-819: Hildebold, vanaf 795 aartsbisschop
- 819-842: Hadebold
- 842: Luitbert
- 842-849: Hildwin
- 850-864: Günther
- 870-889: Wilbert
- 890-925: Herman I
- 925-953: Wigfried
- 953-965: Bruno I de Grote
- 965-969: Volkmar
- 969-976: Gero
- 976-984: Warin
- 984-999: Everger
- 999-1021: Heribert
- 1021-1036: Pilgrim
- 1036-1056: Herman II
- 1056-1075: Anno II
- 1076-1079: Hildolf
- 1079-1089: Sigwin van Are
- 1089-1099: Herman III van Hochstaden
- 1100-1131: Frederik I van Schwarzenberg
- 1131-1137: Bruno II van Berg
- 1137: Hugo van Sponheim
- 1138-1151: Arnold I van Keulen
- 1152-1156: Arnold II van Wied
- 1156-1158: Frederik II van Berg
- 1159-1167: Reinald van Dassel
- 1167-1191: Filips I van Heinsberg
- 1191-1192: Bruno III van Berg
- 1192-1216: Adolf I van Altena
- 1205-1208: Bruno IV van Sayn (tegen-bisschop)
- 1208-1215: Diederik I van Hengebach (tegen-bisschop)
- 1216-1225: Engelbert II van Berg
- 1225-1237: Hendrik I van Molenark

## Aartsbisschoppen en keurvorsten van Keulen 1238-1803
- 1238-1261: Koenraad van Hochstaden
- 1261-1274: Engelbert II van Valkenburg
- 1274-1297: Siegfried van Westerburg
- 1297-1304: Wigbold I van Holte
- 1304-1332: Hendrik II van Virneburg
- 1332-1349: Walram van Gulik
- 1349-1362: Willem van Gennep
- 1363: Adolf II van der Mark
- 1364-1369: Engelbert III van der Mark
- 1370-1371: Kuno van Falkenstein
- 1372-1414: Frederik III van Saarwerden
- 1414-1463: Diederik II van Meurs
- 1463-1480: Ruprecht van de Palts
- 1480-1508: Herman IV van Hessen
- 1508-1515: Filips II van Daun-Oberstein
- 1515-1546: Herman V van Wied (1532: bisschop van Paderborn)
- 1546-1556: Adolf III van Schaumburg
- 1556-1558: Anton I van Schaumburg
- 1558-1562: Jan Gebhard van Mansfeld
- 1562-1567: Frederik IV van Wied
- 1567-1577: Salentijn van Isenburg-Grenzau (1547: bisschop van Paderborn)
- 1577-1583: Gerard II van Waldburg
- 1583-1612: Ernst van Beieren
- 1612-1650: Ferdinand van Beieren
- 1650-1688: Maximiliaan Hendrik van Beieren
- 1688-1723: Jozef Clemens van Beieren
- 1723-1761: Clemens August I van Beieren
- 1761-1784: Maximiliaan Frederik van Königsegg-Rothenfels
- 1784-1801: Maximiliaan Frans van Oostenrijk
- 1801-1803: Anton Victor van Oostenrijk

## Aartsbisschoppen van Keulen 1824-heden
- 1824-1835: Ferdinand August von Spiegel
- 1835-1845: Clemens August II Droste zu Vischering[1]
- 1845-1864: Johannes von Geissel
- 1864-1866: sede vacante
- 1866-1885: Paul Melchers, kardinaal
- 1885-1899: Philipp III Krementz, kardinaal
- 1899-1902: Hubert Theophil Simar
- 1902-1912: Anton II Fischer, kardinaal
- 1912-1919: Felix von Hartmann, kardinaal
- 1920-1941: Karl Joseph Schulte, kardinaal
- 1942-1969: Joseph I Frings, kardinaal
- 1969-1987: Joseph II Höffner, kardinaal
- 1988-2014: Joachim Meisner, kardinaal
- 2014-heden: Rainer Maria Woelki, kardinaal